# Державний музей О. С. Пушкіна
Державний музей О. С. Пушкіна (рос. Государственный музей А. С. Пушкина; ДМП / рос. ГМП) — центральний державний музей російського письменника Олександра Пушкіна, розташований у столиці Росії місті Москва.

## Загальні дані
Державний музей О. С. Пушкіна розташований у московському середмісті в історичному будинку за адресою:
вул. Пречистенка, буд. 12/2, м. Москва—119034 (Російська Федерація).
В музеї працюють виставкові, концертний, конференц-зали, бібліотека та читальна зала, дитячі ігрові кімнати.
Директор закладу — Євген Анатолійович Богатирьов (рос. Евгений Анатольевич Богатырёв).

## Історія
Московський музей О. С. Пушкіна був створений як складова радянського Державного Літературного музею 1957 року, і вже за декілька років отримав самостійний статус. Відтак, за три з половиною роки заклад підготував до відкриття свою першу експозицію, яку урочисто відкрили 6 червня 1961 року.
ВІд перших днів існування музей почав отримувати численні подарунки, пов'язані з іменем Пушкіна — портрети, книги, рукописи, гравюри, порцеляна, меблі. До музею надходили й уже сформовані приватні колекції: бібліотека російської поезії, зібрана І. М. Розановим, колекція книг і предметів ужиткового мистецтва П. В. Губара, колекція гравюр Я. Г. Зака.
Одним з головних напрямків розвитку музею у 1970—1980-х роках стала робота з музеїфікації пушкінських місць. Так, у 1986 році відкрилась філія ДМП «Квартира О. С. Пушкіна на Арбаті». Завдяки зусиллям «пушкінців» було створено експозицію в будинку, де у пушкінські часи розташовувався готель «Север» (Глинищевський перевулок, буд. 6). Тут у 1826 році, зокрема, зустрічались Пушкін та Міцкевич. Співробітниками музею були розроблені експозиції в будинку Вульфів у Бернові Тверської області, куди Пушкін не раз навідувався на гостини до друзів, та в садибі князів Вяземських Остаф'єво Подольського району Московської області, де бували Пушкін, Карамзін, Жуковський, Гоголь. Відроджене зусиллями Державного музею О. С. Пушкіна на самому початку 1990-х років як філія ДМП, тепер Остаф'єво перетворилось у самостійний музей федерального значення.
Водночас у Державному музеї О. С. Пушкіна був створений новий філіал, позірно лише непрямо пов'язаний з пушкінською тематикою, — квартира Андрія Бєлого на Арбаті, 55. Важливу роль у створенні цього відгалуження музею відіграли 2 чинник: територіальна близькість, тобто сусідство з пушкінським меморіалом на Арбаті, та колекції, присвячені XX століттю, в самому ДМП. На прикладі творчості одного з найяскравіших представників поезії та літератури так званого «срібного віку» російської поезії Андрія Бєлого центральний пушкінський музей розкрив тему безперервності пушкінської поетичної традиції.
1999 року (до 200-ліття від дня народження Пушкіна) Державному музеєві О. С. Пушкіну був переданий будинок № 36 на Старій Басманній вулиці в районі Німецькой слободи, де минули дитячі роки Олександра Пушкіна і де він згодом бував.
Нині (2000-ні) Державний музей О. С. Пушкіна не тільки продовжує традиції, закладені 4 десятиліття тому, але й постійно створює нові проекти в різноманітних сферах своєї діяльності: науковій, просвітницькій, виставковій, концертній.

## Експозиція та структура
Колекції Державного музею О. С. Пушкіна формувались протягом понад 30 років, і у теперішній час (кін. 2000-х років) нараховують понад 200 тисяч витворів мистецтва: портретів, видів, пейзажів, ілюстрацій, ескізів декорацій, меблів, порцеляни, книжок. Лише невелику частину їх включено в постійні експозиції; чимало міститься у фондосховищах.
Новою формою показу музейних экспонатів, що використовує ДМП, є відкриття сховищ, створених у музеї 1999 року, що надає рідкісну можливість побачити фонди музейного зібрання.
На правах філій Державного музею О. С. Пушкіна працюють:
- Меморіальна квартира О. С. Пушкіна на Арбаті;
- Меморіальна квартира Андрія Бєлого;
- Будинок-музей В. Л. Пушкіна (дядька О. С. Пушкіна) на Старій Басманній;
- Будинок І. С. Тургенєва на Остоженці.